# Фернандо Лопес де Сантос Варела
Фернандо Лопес де Сантос Варела (рођен 26. новембра 1987. у Каскаису) је фудбалер који игра за ПАОК. 